# L'Image vagabonde
Pour les articles homonymes, voir Bild (homonymie).
Pour plus de détails, voir Fiche technique et Distribution.
L'Image vagabonde (Das wandernde Bild) est un film muet allemand en cinq actes réalisé par Fritz Lang, sorti en 1920.
Il a été distribué en France sous le titre L'Image vagabonde. L'action du film se déroule en Bavière ; au bord du lac de Königssee au pied du chainon de Watzmann. La pellicule restaurée dure 67 minutes pour 2 032 mètres de long.

## Synopsis
Irmgard, la jeune veuve d'un philosophe célèbre est harcelée par un homme dénommé John. À tel point que pour lui échapper, elle part chercher un refuge dans les montagnes voisines. Mais John, déterminé, est à ses trousses.

## Fiche technique
- Titre original : Das wandernde Bild
- Réalisation : Fritz Lang
- Scénario : Fritz Lang, Thea von Harbou
- Genre : Romance
- Pays de production : Allemagne (République de Weimar)
- Avant-première : 25 décembre 1920 à Berlin

## Distribution
- Mia May : Irmgard Vanderheit
- Hans Marr : Georg Vanderheit / John Vanderheit
- Harry Frank
- Rudolf Klein-Rogge : Wil Brand, le cousin de Georg
- Loni Nest : la fille d'Irmgard

## Source de la traduction
- (de) Cet article est partiellement ou en totalité issu de l’article de Wikipédia en allemand intitulé « Das wandernde Bild » (voir la liste des auteurs).